# Quinto Fúlvio Nobilior
Quinto Fúlvio Nobilior (em latim: Quintus Fulvius Nobilior) foi um político da gente Fúlvia da República Romana eleito cônsul em 153 a.C. com Tito Ânio Lusco. Era filho de Marco Fúlvio Nobilior, cônsul em 189 a.C. e conhecido por ter vencido a Liga Etólia, e irmão de Marco Fúlvio Nobilior, cônsul em 159 a.C..
Por conta de um pedido seu ao Senado Romano, o ano romano passou a iniciar em primeiro de janeiro, um costume que se mantém até os dias de hoje.

## Triúnviro (184 a.C.)
Lívio menciona que um "Q. Fúlvio Nobilior" foi nomeado, em 184 a.C., triúnviro colonial deducendo (coloniis deducendis) com o objetivo de fundar novas colônias romanas em Potência e Pisauro e como Cícero afirma que "Q. Nobilior", filho do conquistador dos etólios, foi um triumvir coloniae deducendae sem mencionar o nome das colônias, tradicionalmente acredita-se que este triúnviro de Lívio é o mesmo citado por Cícero. Este triúnviro supervisionou a distribuição das terras e concedeu a cidadania romana ao poeta Quinto Ênio.
Porém, há motivos para duvidar desta conclusão. Em primeiro lugar, é muito improvável e contrário à prática romana que uma tarefa tão importante como participar da fundação de colônia tenha sido confiada a uma pessoa tão jovem quanto Nobilior, que só ascendeu ao consulado trinta e um anos depois; em segundo lugar, o "Q. Fulvius M.f." ("Quinto Fúlvio, filho de Marco") que, segundo Lívio, foi eleito triúnviro epulão em 180 a.C. ainda muito jovem (praetextatus) dificilmente pode ser outro senão o filho do grande Marco Fúlvio Nobilior, cujo nome aparece tão frequentemente nas obras do historiador.
Uma extrapolação das datas permite uma grande segurança de que este "Q. Fulvius M.f." é de fato a mesma pessoa que depois seria eleita cônsul em 153 a.C., pois é possível supor que ele teria dezesseis anos quando foi inscrito no Colégio dos Epulões e quarenta e três, a idade mínima para consulado, em 153 a.C..

## Consulado (153 a.C.)

Situação pouco antes das campanhas de Nobilior, que submeteram lusões, arévacos e vetões

Em 153 a.C., Nobilior foi eleito cônsul com Tito Ânio Lusco. Naquela época, os cônsules eram eleitos em dezembro, com alguns meses de antecedência em relação à data na qual assumiam o cargo, isto é, os idos de março (o mês que abria o ano no antigo calendário lunar). Mas como ele recebeu a missão de sufocar a revolta dos celtiberos na Hispânia, onde já havia operado seu pai, pediu e conseguiu que o Senado Romano lhe autorizasse assumir o posto imediatamente para defender os interesses de Roma. Assim, o início do ano consular passou a ser, a partir daí, os idos de janeiro, uma data considerada pelos futuros cônsules como muito mais conveniente do que ficar esperando o final do consulado de seus predecessores. Para todos os fins, o ano passou a começar em janeiro para os romanos.
Em seguida, Nobilior, já cônsul e no comando do exército consular com cerca de 30 000 homens, foi até a Hispânia, onde encontrou a cidade de Segeda, a capital dos belos, construindo uma muralha, uma violação dos termos do tratado firmado com os romanos. Os exércitos romano e celtibero, composto principalmente de belos e tícios se enfrentaram, com vitória romana. A derrota selou o destino de Segeda, mas a maior parte de seus habitantes já havia fugido e se refugiaram no território dos arévacos, que também se revoltaram e elegeram Caro de Segeda como seu líder. À frente de 20 000 guerreiros e 5 000 cavaleiros, Caro venceu Nobilior três dias depois, em 23 de agosto de 153 a.C., o dia da Vulcanália, causando a perda de 6 000 homens. O desastre humano foi tão grave que nenhum general romano lutaria novamente nesta data, exceto se fosse obrigado. Nobilior compensou a perda com um ataque de cavalaria que matou Caro e parte de seus homens. Logo em seguida, o cônsul recebeu reforços vindos de Massinissa, o rei númida aliado de Roma, principalmente a sua famosa cavalaria e elefantes de guerra, que provocaram tal terror nas linhas celtiberas que obrigou o exército a se retirar para a segurança da cidade murada de Numância, na região da Meseta Central, um ópido que seria o coração dos problemas romanos na região por muitos anos. De frente aos muros da cidade, os elefantes se desembestaram e provocaram grande confusão nas fileiras romanas e um vitorioso ataque dos arévacos a partir da cidade provocou a morte de mais 4 000 romanos e a captura dos elefantes. Novos choques ocorreram, com vantagem para os celtiberos, incluindo a captura de Ocilis, onde estavam os principais armazéns romanos. Em 152 a.C., o Senado Romano enviou reforços consideráveis e Nobilior, que havia se retirado para seus quartéis de inverno. Quase todos os sobreviventes morreram por causa do frio e da falta de provisões. Nobilior foi finalmente substituído pelo cônsul do ano seguinte, Marco Cláudio Marcelo. É possível que o acampamento romano em Renieblas, na Espanha, tenha sido o local onde Nobilior passou o inverno.

## Anos finais
Catão, o Velho, o acusou no Senado por sua conduta durante a guerra. Em 149 a.C., Sérvio Sulpício Galba, que também lutou na Guerra Celtibera, o defendeu contra as acusações de Catão. Em 136 a.C., Nobilior foi eleito censor com Ápio Cláudio Pulcro, que havia sido cônsul em 143 a.C..